# Transvaal (provincie)
Transvaal was een provincie van Zuid-Afrika van 1910 tot 1994, waarna het werd opgedeeld in de provincies Gauteng, Limpopo, Mpumalanga en het oosten van Noordwest. De naam verwijst naar de ligging ten noorden van de Vaalrivier.
Transvaal was in de periode 1852-1902 een onafhankelijk land officieel bekend als de Zuid-Afrikaansche Republiek, gesticht door de Nederlandstalige Boeren. Na de verovering van de ZAR door het Verenigd Koninkrijk in de Tweede Boerenoorlog werd de republiek omgedoopt tot de Britse Transvaalkolonie, en in 1910 tot provincie van de Unie van Zuid-Afrika.

## Geschiedenis
Het gebied wordt al zeker bewoond sinds de 8e eeuw door de Venda- en Sesothovolkeren. Vanaf 1817 werd de regio als onderdeel van de Mfecane binnengevallen door verschillende Ngunivolkeren zoals de Matabele, die door de Zoeloes uit Natal verdreven waren.

### Zuid-Afrikaansche Republiek
De grenzen van de Transvaalprovincie kwamen overeen met die van de Zuid-Afrikaansche Republiek, een onafhankelijk land geregeerd door de Nederlandstalige Boeren van 1852 tot 1902.
Aan het eind van de jaren dertig van de 19e eeuw vertrokken de Boeren met de Grote Trek naar het binnenland van Zuid-Afrika, waar onder meer de Zuid-Afrikaansche Republiek werd gesticht. Grote steden als Pretoria en Johannesburg ontstonden in deze periode. In 1902 werd de republiek veroverd door het Verenigd Koninkrijk en onderdeel van het Britse Rijk als de Transvaalkolonie.

### Provincie
In 1910 werd de Unie van Zuid-Afrika als Brits dominion  gesticht, waarbij Transvaal samen met de Kaapkolonie, Oranjerivierkolonie en Natalkolonie tot aparte provincies werden omgedoopt. In 1961 stapte de Unie uit het Britse Gemenebest en werd zij de Republiek van Zuid-Afrika. Ten tijde van de apartheid lagen de Bantoestans Venda, KwaNdebele, Gazankulu, KaNgwane, Lebowa en delen van Bophuthatswana in Transvaal.
In 1994, na de eerste algemene verkiezingen van Zuid-Afrika, werden de vroegere provincies hervormd en werd Transvaal verdeeld in Gauteng, Noordwest, Limpopo en Mpumalanga.